# Rhatha Phongam
Rhatha Phongam (thaï : รฐา โพธิ์งาม), née le 19 mai 1983 à Bangkok, est une actrice et chanteuse thaïlandaise.

## Filmographie
- 2012 : Jan Dara the Beginning : Boonlueang
- 2012 : Only God Forgives : Mai
- 2012 : Jan Dara: The Finale : Boonlueang
- 2013 : L'Honneur du dragon 2 : Combattant numéro 20
- 2014 : Lupin the 3rd : Miss V
- 2016 : Mechanic: Resurrection : Renee Tran
- 2022 : Fistful of Vengeance : Ku An Qi